# Ledamöter av Europaparlamentet från Kroatien 2013–2014
Ledamöter av Europaparlamentet från Kroatien 2013–2014 förtecknar ledamöter från Kroatien i Europaparlamentet under parlamentsperioden 2009–2014. Kroatien hade under denna period tolv mandat med tillträde i juli 2013. Ledamöterna valdes den 14 april 2013 i Kroatiens första Europaparlamentsval och tillträdde sina ämbeten vid Kroatiens EU-inträde den 1 juli 2013.
| Namn                     | Kroatiskt parti | [[Politiska grupper i Europaparlamentet\|Politisk grupp i Europaparlamentet | Bild]] |
| ------------------------ | --------------- | --------------------------------------------------------------------------- | ------ |
| Marino Baldini           | SDP             | S&D                                                                         |        |
| Biljana Borzan           | SDP             | S&D                                                                         |        |
| Zdravka Bušić            | HDZ             | EPP                                                                         |        |
| Ivana Maletić            | HDZ             | EPP                                                                         |        |
| Sandra Petrović Jakovina | SDP             | S&D                                                                         |        |
| Tonino Picula            | SDP             | S&D                                                                         |        |
| Andrej Plenković         | HDZ             | EPP                                                                         |        |
| Davor Stier              | HDZ             | EPP                                                                         |        |
| Dubravka Šuica           | HDZ             | EPP                                                                         |        |
| Ruža Tomašić             | HSP-AS          | ECR                                                                         |        |
| Oleg Valjalo             | SDP             | S&D                                                                         |        |
| Nikola Vuljanić          | HL              | GUE/NGL                                                                     |        |
| Källa:                   |                 |                                                                             |        |

### Fotnoter
1. ↑  Večernji list (kroatiska)